# Corinna longitarsis
Corinna longitarsis là một loài nhện trong họ Corinnidae.
Loài này thuộc chi Corinna. Corinna longitarsis được Embrik Strand miêu tả năm 1906.